# Подвала Валерій Давидович
Валерій Давидович Подва́ла (25 квітня 1932, м. Ростов-на-Дону, РФ — 5 липня 2003, Київ) — український композитор, автор музичних творів для дітей та юнацтва, педагог. Заслужений діяч мистецтв України (1993). Член Національної спілки композиторів України (1965). Лауреат премії імені В. Косенка (2001).

## Життєпис
Народився 25 квітня 1932 року в Ростові-на-Дону в творчій родині: батько, Давид Юлійович Подвала, та мати, Валерія Петрівна, були художниками. Дитинство майбутнього композитора припало на сурові воєнні роки. Музичні здібності хлопчика виявилися вже у ранньому дитинстві, у 5 років він почав опановувати скрипку. У 1947 році закінчив музичну школу і склав іспити до Ростовського музичного училища. Навчався на двох факультетах — струнному та композиторському.
Службу в армії проходив в ансамблі пісні і танцю Північно-Кавказького військового округу, який очолював диригент Анатолій Тополь. Робив оркестровки для цього колективу, навчився грі на баяні, кларнеті, тубі, домрі, ударних інструментах.
Після служби в армії блискуче склав іспити до Київської консерваторії, де навчався на двох факультетах — композиторському (клас професора А. Я. Штогаренка) та диригентському (клас М. М. Канерштейна). Курс гармонії та поліфонії проходив у Л. М. Ревуцького. Був одним з найкращих студентів випуску 1959—1960 рр..
З 1960 року майже 40 років викладав у Київському музичному училищі (нині — Київська муніципальна академія музики імені Рейнгольда Глієра): читав лекції з усього комплексу теоретичних дисциплін — сольфеджіо, теорії музики, гармонії, поліфонії, оркестрування, композиції. Багато років очолював музично-теоретичний відділ та був головним методистом цього учбового закладу. Серед учнів — І. Кириліна, О. Гелашвілі, Б. Працюк, В. Ракочі та ін.
У 1993 році започаткував проведення у Києві міського конкурсу юних композиторів, який нині носить його ім'я.
2001 року композитор став першим лауреатом Премії імені Віктора Косенка.
Помер В. Д. Подвала у Києві 5 липня 2003 року, похований на Берковецькому кладовищі.

## Творчість
Як композитор, Подвала зробив значний внесок у розвиток української дитячої музики. Його численні музичні твори для дітей та юнацтва увійшли в репертуар музичних шкіл України. У доробку В. Д. Подвали є також казки, загадки та вірші для дітей. Головне творче надбанням композитора — серія збірок для дітей «Створюймо музику». Це — унікальний посібник для розвитку творчих навичок у дітей різного віку.

## Основні твори
Твори для симфонічного оркестру — Симфонія (1960; 2-а редакція — 1976), рондо «Гумореска» (1957); для скрипки з оркестром — Концерт (1967; 2-а ред. — 1975), Рапсодія (1953), «Думка-шумка» (1975); для духового оркестру — «Олімпійський марш» (1979), «Карпатські візерунки» (1980); для струнного квартету — «Український квартет» (1959; 2-а ред. — 1965); Фортепіанний квартет (1976); для скрипки і фортепіано — 6 п'єс (1987); для фортепіано — Прелюдія і Фуга (1987), цикл дитячих п'єс (1973—1977); для виборного баяна — Партита (1981), Соната (1984), для труби й фортепіано — «Трембіта» (1986); хор «Аскольдова могила» (1956, слова В. Сосюри); романси; музика до радіопередач; музична гра для дітей «Відгадай-но!».